# Torneo Internacional AGT 2014
Il Torneo Internacional AGT 2014, noto come Challenger Ficrea per motivi di sponsorizzazione, è stato un torneo di tennis facente parte della categoria ATP Challenger Tour nell'ambito dell'ATP Challenger Tour 2014. È stata la 12ª edizione del torneo che si è giocata a León in Messico dal 31 marzo al 6 aprile 2014 su campi in cemento e aveva un montepremi di $40,000+H.

## Partecipanti singolare

### Teste di serie
| Nazionalità | Giocatore             | Ranking | Testa di serie |
| ----------- | --------------------- | ------- | -------------- |
| Australia   | Matthew Ebden         | 67      | 1              |
| Russia      | Alex Bogomolov Jr.    | 94      | 2              |
| Germania    | Dustin Brown          | 102     | 3              |
| Francia     | Pierre-Hugues Herbert | 135     | 4              |
| Stati Uniti | Rajeev Ram            | 141     | 5              |
| Giappone    | Yūichi Sugita         | 154     | 6              |
| Australia   | Samuel Groth          | 171     | 7              |
| Giappone    | Hiroki Moriya         | 172     | 8              |

### Altri partecipanti
Giocatori che hanno ricevuto una wild card:
- Mauricio Astorga
- Luis Patiño
- Lucas Gomez
- Alex Bogomolov Jr.

Giocatori che sono passati dalle qualificazioni:
- Daniel Garza
- Kevin King
- Marcus Daniell
- Purav Raja

## Partecipanti doppio

### Teste di serie
| Nazionalità | Giocatore         | Nazionalità | Giocatore          | Ranking | Testa di serie |
| ----------- | ----------------- | ----------- | ------------------ | ------- | -------------- |
| India       | Purav Raja        | India       | Divij Sharan       | 134     | 1              |
| Australia   | Samuel Groth      | Australia   | Chris Guccione     | 142     | 2              |
| Brasile     | Marcelo Demoliner | Australia   | John-Patrick Smith | 173     | 3              |
| Germania    | Dustin Brown      | Germania    | Rajeev Ram         | 184     | 4              |

### Altri partecipanti
Coppie che hanno ricevuto una wild card:
- Lucas Gomez /  Agustín Velotti
- Antonio Ruiz-Rosales /  Manuel Sánchez
- Daniel Garza /  Alejandro Moreno Figueroa

## Vincitori

### Singolare
Rajeev Ram ha battuto in finale  Samuel Groth con il punteggio di 6–2, 6–2

### Doppio
Samuel Groth /  Chris Guccione hanno battuto in finale  Marcus Daniell /  Artem Sitak con il punteggio di 6–3, 6–4